# Câu lạc bộ bóng đá Becamex Thành phố Hồ Chí Minh
Câu lạc bộ bóng đá Becamex Thành phố Hồ Chí Minh là một câu lạc bộ bóng đá chuyên nghiệp tại Việt Nam, có trụ sở tại phường Bình Dương, thành phố Hồ Chí Minh, thuộc quyền sở hữu của Công ty Cổ phần Thể thao bóng đá Bình Dương. Câu lạc bộ từng 4 lần giành chức vô địch quốc gia vào các năm 2007, 2008, 2014 và 2015.

## Lịch sử

### Khởi đầu
Tháng 1 năm 1997, Đội bóng đá Cao su Bình Long, Bình Phước, sau khi thi đấu thành công ở giải hạng Nhì mùa bóng 1996 với suất thăng hạng, được chuyển giao từ Công ty Cao su Bình Long, Bình Phước về cho Sở Thể dục Thể thao (TDTT) Bình Dương quản lý. Đội bóng được đổi tên thành Câu lạc bộ bóng đá Bình Dương. Tuy nhiên, tại Giải bóng đá vô địch quốc gia Việt Nam 1998, sau khi gây ấn tượng ở lượt đi, sự thiếu hụt lực lượng ở lượt về đã ảnh hưởng đến kết quả thi đấu của đội, dẫn tới việc phải xuống hạng sau khi kết thúc mùa bóng.
Năm 2002, Công ty Becamex, Đài truyền hình Bình Dương và Sở TDTT Bình Dương cùng hợp tác thành lập công ty cổ phần bóng đá Bình Dương. Đội chính thức mang tên Câu lạc bộ bóng đá Becamex Bình Dương, với nhà tài trợ chính là Công ty Becamex. Tại Giải bóng đá Hạng Nhất Quốc gia 2003, câu lạc bộ đạt hạng nhì chung cuộc, giành vé thăng hạng tham dự V-League, sau khi vượt qua đội Thanh Hóa.

### Mùa bóng 2012-2013
Mùa bóng 2012, dù là một trong những câu lạc bộ nhiều ngôi sao nhất V.League, nhưng ở giai đoạn đầu mùa giải Bình Dương đã khiến cho cổ động viên thất vọng với những trận hòa và thua do sự thiếu tinh thần thi đấu của các cầu thủ, đặc biệt là thủ thành Đinh Hoàng La. Những vòng đấu cuối lượt đi đầu lượt về, Bình Dương đã có dấu hiệu khởi sắc và vươn lên vị trí thứ 3 trên bảng xếp hạng. Huấn luyện viên Đặng Trần Chỉnh đã nhận được danh hiệu huấn luyện viên xuất sắc nhất giai đoạn đó. Bình Dương cũng được chọn là đội có hàng thủ mạnh nhất giải.
Thế nhưng bi kịch đã xảy ra ở giai đoạn lượt về, khi Đinh Hoàng La bị kỉ luật và phải ngồi ngoài, tinh thần của đội càng ngày càng đi xuống khi liên tiếp gặp hòa hoặc thất bại. Thủ thành Đặng Đình Đức được chọn để thay thế Đinh Hoàng La, nhưng do ngồi dự bị quá lâu nên Đặng Đình Đức không tìm lại được cảm giác của mình khi phải liên tiếp vào lưới nhặt bóng. Những vòng cuối thủ thành Đặng Đình Đức cũng bị treo giò, và Dư Văn Bé được gọi lên đội một để thế chỗ. Dư Văn Bé chưa đủ kinh nghiệm nên cũng phải chịu chung số phận với những người tiền nhiệm. Trận đấu an ủi của Bình Dương là trận thắng Hải Phòng với tỉ số 5-3. Kết thúc mùa giải, Becamex Bình Dương đứng vị trí thứ 6.
Sang mùa bóng 2013, Bình Dương gây sốc khi hỏi mua lần lượt Huỳnh Kesley Alves, Timothy Anjembe, Âu Văn Hoàn rồi đến Nguyễn Trọng Hoàng, kể cả Lê Công Vinh cũng đề nghị ký hợp đồng. Tuy nhiên chỉ có Huỳnh Kesley Alves là thành công cùng với đó là cầu thủ trẻ Sunday của Thanh Hóa. Bình Dương cũng là một trong 2 câu lạc bộ còn giữ được 2 đội hình chuyên nghiệp thi đấu ở cả V.League và Giải hạng Nhất (câu lạc bộ còn lại là Hà Nội T&T).

## Những tượng đài của câu lạc bộ
- Nguyễn Anh Đức, tiền đạo ĐTQG Việt Nam, thi đấu cho Bình Dương giai đoạn 2006-19. Anh Đức lập kỷ lục ghi 116 bàn cho CLB.
- Huỳnh Kesley Alves

## Kình địch

### Hà Nội FC
Sự so kè giữa đội bóng áo tím với Becamex Bình Dương luôn diễn ra căng thẳng ở các mùa giải. Ở thời kỳ đỉnh cao, Becamex Bình Dương là đội duy nhất đủ khả năng vượt qua Hà Nội để vô địch 2 năm liền. Ngay cả khi đã mất gần hết đội hình "trong mơ", Bình Dương vẫn khiến Hà Nội mướt mồ hôi.

## Sân vận động
Sân vận động Gò Đậu, tỉnh Bình Dương (hay còn được biết đến với tên gọi Sân vận động Bình Dương) có diện tích hơn 4 ha, đặt tại góc đường 30/4 và Đại lộ Bình Dương (phường Thủ Dầu Một). Sân có 4 khán đài với sức chứa khoảng 18.250 chỗ ngồi.

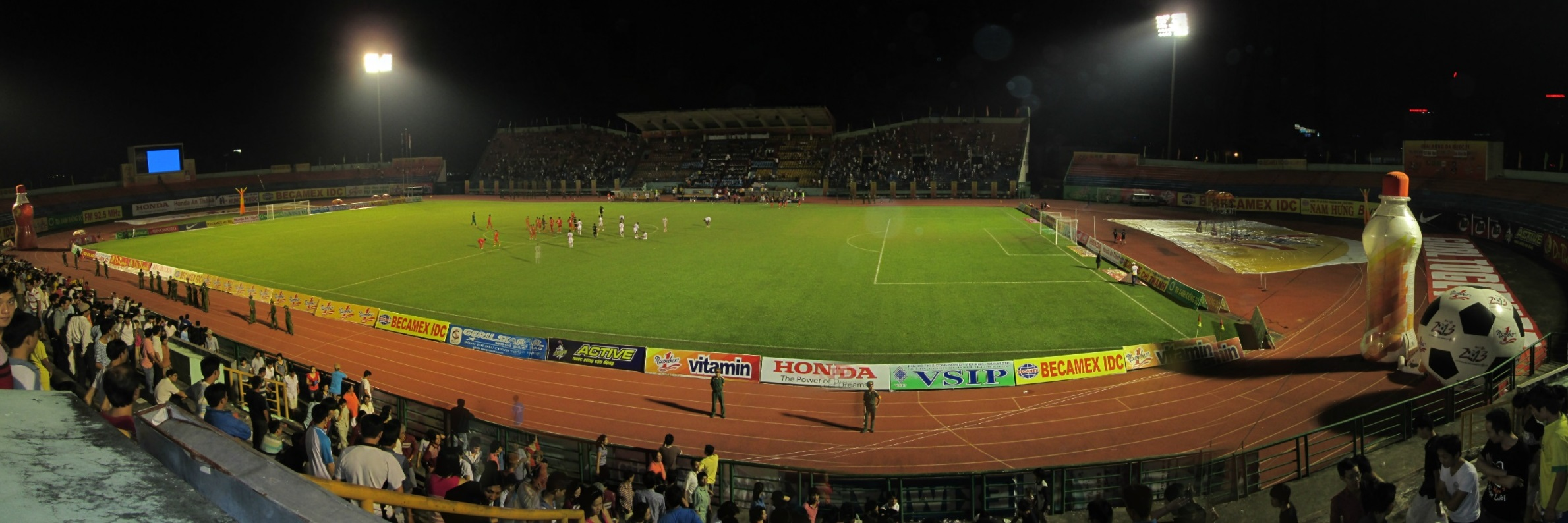
Sân vận động Gò Đậu, trận đấu giao hữu giữa U-23 Việt Nam và Bangu Atlestico Clube vào tháng 10 năm 2013

## Nhà sản xuất và tài trợ áo đấu
| Giai đoạn | Hãng áo đấu | Nhà tài trợ in lên áo |
| --------- | ----------- | --------------------- |
| 2003      | Adidas      | Becamex               |
| 2004      | không có    | Becamex               |
| 2005      | không có    | PNB                   |
| 2006      | không có    | Unif                  |
| 2007–2009 | không có    | Becamex IDC           |
| 2010–2012 | không có    | Maritime Bank         |
| 2013–2014 | không có    | Becamex IDC           |
| 2015–2018 | Kappa       | Becamex IDC           |
| 2019–2020 | Kamito      | Becamex IDC           |
| 2021–nay  | Kamito      | Becamex               |

| Áo đấu sân nhà | Áo đấu sân nhà | Áo đấu sân nhà | Áo đấu sân nhà |
| -------------- | -------------- | -------------- | -------------- |
| 2007           | 2012–2013      | 2021           | 2022–2023      |

| Áo đấu sân khách | Áo đấu sân khách | Áo đấu sân khách | Áo đấu sân khách |
| ---------------- | ---------------- | ---------------- | ---------------- |
| 2010             | 2012–2013        | 2021             | 2022–2023        |

## Thành tích thi đấu

### Cấp châu lục và khu vực
| Thành tích của Becamex Bình Dương tại các giải cấp châu lục | Thành tích của Becamex Bình Dương tại các giải cấp châu lục | Thành tích của Becamex Bình Dương tại các giải cấp châu lục | Thành tích của Becamex Bình Dương tại các giải cấp châu lục | Thành tích của Becamex Bình Dương tại các giải cấp châu lục | Thành tích của Becamex Bình Dương tại các giải cấp châu lục | Thành tích của Becamex Bình Dương tại các giải cấp châu lục | Thành tích của Becamex Bình Dương tại các giải cấp châu lục | Thành tích của Becamex Bình Dương tại các giải cấp châu lục | Thành tích của Becamex Bình Dương tại các giải cấp châu lục | Thành tích của Becamex Bình Dương tại các giải cấp châu lục |
| Năm                                                         | Thành tích                                                  | St                                                          | T                                                           | H                                                           | B                                                           | Bt                                                          | Bb                                                          | Đối thủ                                                     | Sân nhà                                                     | Sân khách                                                   |
| ----------------------------------------------------------- | ----------------------------------------------------------- | ----------------------------------------------------------- | ----------------------------------------------------------- | ----------------------------------------------------------- | ----------------------------------------------------------- | ----------------------------------------------------------- | ----------------------------------------------------------- | ----------------------------------------------------------- | ----------------------------------------------------------- | ----------------------------------------------------------- |
| AFC Champions League                                        |                                                             |                                                             |                                                             |                                                             |                                                             |                                                             |                                                             |                                                             |                                                             |                                                             |
| 2008                                                        | Vòng bảng                                                   | 6                                                           | 0                                                           | 1                                                           | 5                                                           | 4                                                           | 17                                                          | Trường Xuân Á Thái Adelaide United Pohang Steelers          | 0-5 1-2 1-4                                                 | 1-2 1-4 0-0                                                 |
| 2015                                                        | Vòng bảng                                                   | 6                                                           | 1                                                           | 1                                                           | 4                                                           | 6                                                           | 15                                                          | Sơn Đông Lỗ Năng Jeonbuk Hyundai Kashiwa Reysol             | 2-3 1-1 1-0                                                 | 1-3 0-3 1-5                                                 |
| 2016                                                        | Vòng bảng                                                   | 6                                                           | 1                                                           | 1                                                           | 4                                                           | 6                                                           | 13                                                          | Jiangsu Suning FC Tokyo Jeonbuk Hyundai Motors              | 1-1 1-2 3-2                                                 | 0-3 1-3 0-2                                                 |
| Tổng cộng                                                   | 3 lần tham dự                                               | 18                                                          | 2                                                           | 3                                                           | 13                                                          | 16                                                          | 45                                                          | -                                                           | -                                                           | -                                                           |
| AFC Cup                                                     |                                                             |                                                             |                                                             |                                                             |                                                             |                                                             |                                                             |                                                             |                                                             |                                                             |
| 2009                                                        | Vòng 1                                                      | 6                                                           | 4                                                           | 1                                                           | 1                                                           | 15                                                          | 4                                                           | Club Valencia Home United FC PEA FC                         | 3-0 2-0 1-1                                                 | 5-0 1-2 3-1                                                 |
| 2009                                                        | Vòng 2                                                      | 1                                                           | 1                                                           | 0                                                           | 0                                                           | 8                                                           | 2                                                           | Kedah FA                                                    | 8-2                                                         |                                                             |
| 2009                                                        | Tứ kết                                                      | 2                                                           | 1                                                           | 1                                                           | 0                                                           | 4                                                           | 2                                                           | Chonburi FC                                                 | 2-0                                                         | 2-2                                                         |
| 2009                                                        | Bán kết                                                     | 2                                                           | 1                                                           | 0                                                           | 1                                                           | 2                                                           | 4                                                           | Al-Karamah                                                  | 2-1                                                         | 0-3                                                         |
| 2010                                                        | Vòng 1                                                      | 6                                                           | 4                                                           | 1                                                           | 1                                                           | 14                                                          | 2                                                           | Victory SC Selangor FA Sriwijaya F.C.                       | 3-0 4-0 2-1                                                 | 5-0 0-0 0-1                                                 |
| 2010                                                        | Vòng 2                                                      | 1                                                           | 0                                                           | 0                                                           | 1                                                           | 3                                                           | 4                                                           | SHB Đà Nẵng                                                 |                                                             | 3-4                                                         |
| 2019                                                        | Vòng 1                                                      | 6                                                           | 4                                                           | 1                                                           | 1                                                           | 13                                                          | 5                                                           | Persija Jakarta Ceres–Negros F.C. Shan United F.C.          | 3-1 1-3 6-0                                                 | 0-0 1-0 2-1                                                 |
| 2019                                                        | Bán kết ĐNÁ                                                 | 2                                                           | 1                                                           | 0                                                           | 1                                                           | 2                                                           | 2                                                           | PSM Makassar                                                | 1-0                                                         | 1-2                                                         |
| 2019                                                        | Chung kết ĐNÁ                                               | 2                                                           | 0                                                           | 0                                                           | 2                                                           | 0                                                           | 2                                                           | Hà Nội                                                      | 0-1                                                         | 0-1                                                         |
| Tổng cộng                                                   | 1 lần Chung kết ĐNÁ                                         | 28                                                          | 16                                                          | 4                                                           | 8                                                           | 61                                                          | 27                                                          | -                                                           | -                                                           | -                                                           |

Mekong Club Championship
-  Vô địch (1): 2014

### Cấp quốc gia
| Chú giải màu sắc | Chú giải màu sắc |
| ---------------- | ---------------- |
| Vô địch          |                  |
| Á quân           |                  |
| Hạng ba          |                  |
| Hạng tư          |                  |
| Thăng hạng       |                  |
| Xuống hạng       |                  |

| Thành tích của Becamex Bình Dương từ khi V.League được thành lập | Thành tích của Becamex Bình Dương từ khi V.League được thành lập | Thành tích của Becamex Bình Dương từ khi V.League được thành lập | Thành tích của Becamex Bình Dương từ khi V.League được thành lập | Thành tích của Becamex Bình Dương từ khi V.League được thành lập | Thành tích của Becamex Bình Dương từ khi V.League được thành lập | Thành tích của Becamex Bình Dương từ khi V.League được thành lập | Thành tích của Becamex Bình Dương từ khi V.League được thành lập | Thành tích của Becamex Bình Dương từ khi V.League được thành lập | Thành tích của Becamex Bình Dương từ khi V.League được thành lập | Thành tích của Becamex Bình Dương từ khi V.League được thành lập |
| Năm                                                              | Hạng đấu                                                         | Hạng đấu                                                         | Thành tích                                                       | St                                                               | T                                                                | H                                                                | B                                                                | Bt                                                               | Bb                                                               | Điểm                                                             |
| Năm                                                              | I                                                                | II                                                               | Thành tích                                                       | St                                                               | T                                                                | H                                                                | B                                                                | Bt                                                               | Bb                                                               | Điểm                                                             |
| ---------------------------------------------------------------- | ---------------------------------------------------------------- | ---------------------------------------------------------------- | ---------------------------------------------------------------- | ---------------------------------------------------------------- | ---------------------------------------------------------------- | ---------------------------------------------------------------- | ---------------------------------------------------------------- | ---------------------------------------------------------------- | ---------------------------------------------------------------- | ---------------------------------------------------------------- |
| 2000–01                                                          |                                                                  |                                                                  | Thứ 10                                                           | 22                                                               | 5                                                                | 8                                                                | 9                                                                | 27                                                               | 33                                                               | 23                                                               |
| 2001–02                                                          |                                                                  |                                                                  | Thứ 9                                                            | 22                                                               | 7                                                                | 5                                                                | 10                                                               | 22                                                               | 37                                                               | 26                                                               |
| 2003                                                             |                                                                  |                                                                  | Thứ 2                                                            | 22                                                               | 16                                                               | 2                                                                | 4                                                                | 56                                                               | 18                                                               | 50                                                               |
| 2004                                                             |                                                                  |                                                                  | Thứ 6                                                            | 22                                                               | 7                                                                | 7                                                                | 8                                                                | 24                                                               | 24                                                               | 28                                                               |
| 2005                                                             |                                                                  |                                                                  | Thứ 3                                                            | 22                                                               | 11                                                               | 5                                                                | 6                                                                | 40                                                               | 32                                                               | 38                                                               |
| 2006                                                             |                                                                  |                                                                  | Thứ 2                                                            | 24                                                               | 11                                                               | 6                                                                | 7                                                                | 33                                                               | 25                                                               | 39                                                               |
| 2007                                                             |                                                                  |                                                                  | Vô địch                                                          | 26                                                               | 16                                                               | 7                                                                | 3                                                                | 42                                                               | 22                                                               | 55                                                               |
| 2008                                                             |                                                                  |                                                                  | Vô địch                                                          | 26                                                               | 14                                                               | 5                                                                | 7                                                                | 31                                                               | 18                                                               | 47                                                               |
| 2009                                                             |                                                                  |                                                                  | Thứ 2                                                            | 26                                                               | 12                                                               | 7                                                                | 7                                                                | 49                                                               | 35                                                               | 43                                                               |
| 2010                                                             |                                                                  |                                                                  | Thứ 8                                                            | 26                                                               | 11                                                               | 4                                                                | 11                                                               | 48                                                               | 40                                                               | 37                                                               |
| 2011                                                             |                                                                  |                                                                  | Thứ 6                                                            | 26                                                               | 9                                                                | 9                                                                | 7                                                                | 40                                                               | 42                                                               | 36                                                               |
| 2012                                                             |                                                                  |                                                                  | Thứ 6                                                            | 26                                                               | 10                                                               | 6                                                                | 10                                                               | 32                                                               | 31                                                               | 36                                                               |
| 2013                                                             |                                                                  |                                                                  | Thứ 8                                                            | 20                                                               | 6                                                                | 5                                                                | 9                                                                | 28                                                               | 35                                                               | 23                                                               |
| 2014                                                             |                                                                  |                                                                  | Vô địch                                                          | 22                                                               | 15                                                               | 4                                                                | 3                                                                | 53                                                               | 23                                                               | 49                                                               |
| 2015                                                             |                                                                  |                                                                  | Vô địch                                                          | 26                                                               | 16                                                               | 4                                                                | 6                                                                | 57                                                               | 33                                                               | 52                                                               |
| 2016                                                             |                                                                  |                                                                  | Thứ 10                                                           | 26                                                               | 9                                                                | 7                                                                | 10                                                               | 39                                                               | 37                                                               | 34                                                               |
| 2017                                                             |                                                                  |                                                                  | Thứ 11                                                           | 26                                                               | 6                                                                | 12                                                               | 8                                                                | 34                                                               | 30                                                               | 30                                                               |
| 2018                                                             |                                                                  |                                                                  | Thứ 7                                                            | 26                                                               | 7                                                                | 12                                                               | 7                                                                | 39                                                               | 36                                                               | 33                                                               |
| 2019                                                             |                                                                  |                                                                  | Thứ 4                                                            | 26                                                               | 10                                                               | 6                                                                | 10                                                               | 32                                                               | 32                                                               | 36                                                               |
| 2020                                                             |                                                                  |                                                                  | Thứ 6                                                            | 20                                                               | 7                                                                | 7                                                                | 6                                                                | 26                                                               | 22                                                               | 28                                                               |
| 2021                                                             |                                                                  |                                                                  | Mùa giải bị hủy vì COVID-19                                      | Mùa giải bị hủy vì COVID-19                                      | Mùa giải bị hủy vì COVID-19                                      | Mùa giải bị hủy vì COVID-19                                      | Mùa giải bị hủy vì COVID-19                                      | Mùa giải bị hủy vì COVID-19                                      | Mùa giải bị hủy vì COVID-19                                      | Mùa giải bị hủy vì COVID-19                                      |
| 2022                                                             |                                                                  |                                                                  | Thứ 7                                                            | 24                                                               | 7                                                                | 7                                                                | 10                                                               | 32                                                               | 41                                                               | 28                                                               |
| 2023                                                             |                                                                  |                                                                  | Thứ 12                                                           | 18                                                               | 2                                                                | 9                                                                | 7                                                                | 19                                                               | 23                                                               | 15                                                               |
| 2023–24                                                          |                                                                  |                                                                  | Thứ 9                                                            | 26                                                               | 10                                                               | 5                                                                | 11                                                               | 33                                                               | 34                                                               | 35                                                               |
| 2024–25                                                          |                                                                  |                                                                  | Thứ 7                                                            | 26                                                               | 9                                                                | 5                                                                | 12                                                               | 31                                                               | 40                                                               | 32                                                               |

## Danh hiệu
| Giải Vô địch Quốc gia | 4 | 2007, 2008, 2014, 2015 |
| Cúp Quốc gia          | 3 | 1994, 2015, 2018       |
| Siêu cúp Quốc gia     | 4 | 2007, 2008, 2014, 2015 |

### Các giải giao hữu
Cúp BTV:
-  Vô địch (8): 2002, 2003, 2005, 2012, 2013, 2017, 2019, 2021
-  Á quân (3): 2006, 2008, 2011

## Đội hình hiện tại
Ghi chú: Quốc kỳ chỉ đội tuyển quốc gia được xác định rõ trong điều lệ tư cách FIFA. Các cầu thủ có thể giữ hơn một quốc tịch ngoài FIFA.
| Số | VT | Quốc gia   | Cầu thủ                  |
| -- | -- | ---------- | ------------------------ |
| 2  | HV | Việt Nam   | Ngô Tùng Quốc            |
| 4  | HV | Việt Nam   | Hồ Tấn Tài               |
| 5  | HV | Việt Nam   | Nguyễn Hùng Thiện Đức    |
| 7  | TĐ | Việt Nam   | Nguyễn Trần Việt Cường   |
| 9  | TĐ | Việt Nam   | Hà Đức Chinh             |
| 11 | TĐ | Việt Nam   | Bùi Vĩ Hào               |
| 12 | TV | Kyrgyzstan | Odilzhon Abdurakhmanov   |
| 14 | TV | Việt Nam   | Nguyễn Hải Huy (đội phó) |
| 16 | TV | Việt Nam   | Nguyễn Thành Nhân        |

| Số | VT | Quốc gia    | Cầu thủ               |
| -- | -- | ----------- | --------------------- |
| 17 | HV | Việt Nam    | Võ Minh Trọng         |
| 18 | HV | Việt Nam    | Nguyễn Ngọc Chiến     |
| 19 | TĐ | Việt Nam    | Trần Duy Khánh        |
| 20 | HV | Việt Nam    | Đoàn Tuấn Cảnh        |
| 21 | TV | Việt Nam    | Trần Đình Khương      |
| 23 | TM | Việt Nam    | Vũ Tuyên Quang        |
| 24 | HV | Việt Nam    | Trần Hoàng Bảo        |
| 25 | TM | Việt Nam    | Trần Minh Toàn        |
| 26 | TV | Việt Nam    | Nguyễn Trọng Huy      |
| 28 | TĐ | Việt Nam    | Nguyễn Hữu Hoài Phong |
| 33 | HV | Việt Nam    | Nguyễn Thành Kiên     |
| 39 | TV | Việt Nam    | Trần Trung Hiếu       |
| 46 | TM | Việt Nam    | Phan Minh Thành       |
| 77 | TV | Việt Nam    | Nghiêm Xuân Tú        |
| 93 | HV | Brasil      | Janclesio Almeida     |
| 99 | TĐ | Bờ Biển Ngà | Cheick Timité         |

### Cho mượn
Ghi chú: Quốc kỳ chỉ đội tuyển quốc gia được xác định rõ trong điều lệ tư cách FIFA. Các cầu thủ có thể giữ hơn một quốc tịch ngoài FIFA.
| Số | VT | Quốc gia | Cầu thủ                               |
| -- | -- | -------- | ------------------------------------- |
| —  | HV | Việt Nam | Hà Trung Hậu (cho mượn đến Đồng Tháp) |

### Không nằm trong danh sách đăng ký thi đấu
Ghi chú: Quốc kỳ chỉ đội tuyển quốc gia được xác định rõ trong điều lệ tư cách FIFA. Các cầu thủ có thể giữ hơn một quốc tịch ngoài FIFA.
| Số | VT | Quốc gia | Cầu thủ       |
| -- | -- | -------- | ------------- |
| 28 | HV | Việt Nam | Nguyễn Văn Đô |

| Số | VT | Quốc gia | Cầu thủ       |
| -- | -- | -------- | ------------- |
| 29 | TĐ | Cameroon | Mathias Malep |

## Ban huấn luyện hiện tại
| Chức vụ                    | Tên              |
| -------------------------- | ---------------- |
| Chủ tịch Hội đồng quản trị | Hồ Hồng Thạch    |
| Tổng Giám Đốc              | Lê Hồng Cường    |
| Trưởng đoàn                | Lê Hồng Cường    |
| Giám đốc điều hành         | Đặng Trần Chỉnh  |
| Giám Đốc kỹ thuật          | Hans-Jürgen Gede |
| Huấn luyện viên            | Nguyễn Anh Đức   |
| Huấn luyện viên thủ môn    | Nguyễn Đức Cảnh  |
| Trợ lý huấn luyện viên     | Nguyễn Công Mạnh |
| Trợ lý huấn luyện viên     | Nguyễn Thành Đạt |
| Trợ lý huấn luyện viên     | Nguyễn Quang Hải |
| Bác sĩ                     | Lê Anh Nhật      |
| Bác sĩ                     | Đặng Hiếu Hảo    |
| Săn sóc viên               | Võ Thiên Chương  |

## Các đời huấn luyện viên trưởng
| Các huấn luyện viên trưởng của Becamex Bình Dương \| - 1998: Vũ Văn Tư - 2002-2003: Trần Bình Sự - 2004: Nam Dae Shik - 2004: Mai Ngọc Khoa - 2005: Vương Tiến Dũng - 2005-2006: Đoàn Minh Xương - 2006-2008: Lê Thụy Hải - 2008-2009: Francisco Vital - 2009-2010: Mai Đức Chung - 2010: Đặng Trần Chỉnh(Tạm Quyền) - 2010: Dương Ngọc Hùng - 2010: Luis Rodrigues - 2010: Dương Ngọc Hùng - 2011: Ricardo Formosinho - 2011: Đặng Trần Chỉnh (tạm quyền) - 2011: Lê Thụy Hải - 2011-2012: Đặng Trần Chỉnh - 2012-2013: Cho Yoon Hwan \| - 2013: Lê Thụy Hải - 2014: Nguyễn Minh Dũng (Đến Vòng 4 giải V.League 2014) - 2014-2016: Nguyễn Thanh Sơn (Từ vòng 5 V.League 2014) - 2017: Trần Bình Sự - 2018-2019: Trần Minh Chiến - 2020-2021: Nguyễn Thanh Sơn - 2020: Đặng Trần Chỉnh - 20/12/2020-12/04/2021: Phan Thanh Hùng[8] - 10/2021-31/07/2022: Đặng Trần Chỉnh - 01/08/2022-23/02/2023: Lư Đình Tuấn - 22/02/2023-12/5/2023: Nguyễn Quốc Tuấn - 12/5/2023 - 18/6/2024: Lê Huỳnh Đức - 4/7/2024 - 9/12/2024: Hoàng Anh Tuấn - 9/12/2024 - 6/5/2025: Nguyễn Công Mạnh - 7/5/2025 - hiện tại: Nguyễn Anh Đức \| | |
| - 1998: Vũ Văn Tư - 2002-2003: Trần Bình Sự - 2004: Nam Dae Shik - 2004: Mai Ngọc Khoa - 2005: Vương Tiến Dũng - 2005-2006: Đoàn Minh Xương - 2006-2008: Lê Thụy Hải - 2008-2009: Francisco Vital - 2009-2010: Mai Đức Chung - 2010: Đặng Trần Chỉnh(Tạm Quyền) - 2010: Dương Ngọc Hùng - 2010: Luis Rodrigues - 2010: Dương Ngọc Hùng - 2011: Ricardo Formosinho - 2011: Đặng Trần Chỉnh (tạm quyền) - 2011: Lê Thụy Hải - 2011-2012: Đặng Trần Chỉnh - 2012-2013: Cho Yoon Hwan | - 2013: Lê Thụy Hải - 2014: Nguyễn Minh Dũng (Đến Vòng 4 giải V.League 2014) - 2014-2016: Nguyễn Thanh Sơn (Từ vòng 5 V.League 2014) - 2017: Trần Bình Sự - 2018-2019: Trần Minh Chiến - 2020-2021: Nguyễn Thanh Sơn - 2020: Đặng Trần Chỉnh - 20/12/2020-12/04/2021: Phan Thanh Hùng - 10/2021-31/07/2022: Đặng Trần Chỉnh - 01/08/2022-23/02/2023: Lư Đình Tuấn - 22/02/2023-12/5/2023: Nguyễn Quốc Tuấn - 12/5/2023 - 18/6/2024: Lê Huỳnh Đức - 4/7/2024 - 9/12/2024: Hoàng Anh Tuấn - 9/12/2024 - 6/5/2025: Nguyễn Công Mạnh - 7/5/2025 - hiện tại: Nguyễn Anh Đức |

## Kỉ lục
Tại mùa giải 2007, đội giành chức vô địch quốc gia trước 4 vòng đấu, hơn đội xếp nhì bảng 13 điểm. Sau đó thiết lập ra các kỉ lục mới:
1. Đội vô địch sớm nhất.
2. Bất bại 14 trận.
3. Đội vô địch đạt nhiều điểm nhất.
4. Đội vô địch có số trận thắng nhiều nhất.
5. Đội vô địch ghi nhiều bàn thắng nhất.
6. Đội vô địch có số trận thua ít nhất.
7. Đội vô địch để lọt lưới ít nhất.
8. Đội vô địch có hiệu số bàn thắng/bàn thua cao nhất

Mùa giải 2013:
1. Đội chưa thắng trận nào trong 6 vòng liên tiếp.
2. Có một cầu thủ trẻ là hậu vệ thép ở câu lạc bộ với kỉ lục 1 năm không bị ai qua người và có tên trong danh sách các cầu thủ huyền thoại của câu lạc bộ[cần dẫn nguồn]

## Cầu thủ nước ngoài xuất sắc nhất
Cầu thủ đoạt giải Cầu thủ nước ngoài xuất sắc nhất khi đang chơi cho Bình Dương:
- Francois Endene – 2006

## Những cầu thủ xuất sắc
| - Gaston Molina - Nguyễn Hoàng Helio - Nguyễn Đình Tiến Lợi - Neto Baiano - Robson de Lima - Amaobi Uzowuru - Umaru Rahman - Kim Dae-Chul - Kim Gwan-Hoi - Lee Yoo-Sung - Park Sung-Kwang - Samuel Kawalya - Charles Livingstone Mbabazi - Philani | - Lee Nguyễn - Châu Phong Hòa - Giang Thành Thông - Huỳnh Kesley Alves - Lương Trung Tuấn - Nguyễn Trung Vĩnh - Phạm Minh Đức - Trịnh Xuân Thành - Trương Huỳnh Điệp - Vũ Như Thành - Nguyễn Anh Đức- 2013 - Đinh Hoàng La- 2012 - Nguyễn Tiến Linh 2016-2025 |

## Vua phá lưới
Cầu thủ đoạt giải Vua phá lưới khi đang chơi cho Bình Dương:
- Francois Endene – 2006
- Nguyễn Anh Đức - 2017

## Quả Bóng Vàng
Cầu thủ đoạt quả bóng vàng khi chơi cho Bình Dương.
- Nguyễn Anh Đức - 2015
- Nguyễn Tiến Linh - 2024

## Chiếc giày vàng Việt Nam
Cầu thủ đoạt giải Chiếc giày vàng Việt Nam khi đang chơi cho Bình Dương:
- Huỳnh Kesley Alves – 2009

## Cầu Thủ thử việc tại nước ngoài
- Nguyễn Hữu Thắng thử việc tại Los Angeles Galaxy- Năm 2007.

## Logo

2016–2019
2020
2021–